# 54852 Mercatali
54852 Mercatali è un asteroide della fascia principale. Scoperto nel 2001, presenta un'orbita caratterizzata da un semiasse maggiore pari a 2,1451120 UA e da un'eccentricità di 0,0775991, inclinata di 2,23826° rispetto all'eclittica.